# ديان كوفاتشيفيتش
ديان كوفاتشيفيتش (بالألمانية: Dejan Kovačević) مواليد 27 ديسمبر 1996 في ميونخ، هو لاعب كرة سلة ألماني. بدأ مسيرته الاحترافية في سنة 2015. يلعب كلاعب وسط. يحمل الرقم 21. يبلغ طوله 6 قدم 9.5 بوصة (2.1 م). لعب مع بايرن ميونخ لكرة السلة في الدوري الألماني لكرة السلة.

## روابط خارجية
- ديان كوفاتشيفيتش على موقع كرة السلة الأوروبية.كوم (الإنجليزية)
- ديان كوفاتشيفيتش على موقع ريلجم (الإنجليزية)
- ديان كوفاتشيفيتش على موقع بروبوليرز (الإنجليزية)